# Vértebra

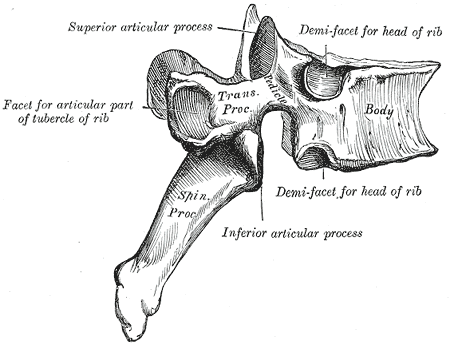
Vértebra torácica

As curvaturas da coluna vertebral

As vértebras são os ossos que compõem a coluna vertebral dos vertebrados. Normalmente o ser humano possui um total de 33 vértebras, incluindo nesse número as cinco que se encontram fundidas e formam o sacro, e as quatro coccígeas. As três regiões superiores compreendem 24 vértebras e são classificadas em: cervicais (7 vértebras), torácicas (12 vértebras) e lombares (5 vértebras), de acordo com a zona em que se encontram.
Este número é por vezes aumentado por uma vértebra adicional numa região, ou diminuído numa região, sendo que esta deficiência é frequentemente compensada por uma vértebra extra noutra região. O número de vértebras cervicais é, no entanto, muito raramente aumentado ou diminuído. Cada par de duas vértebras é separado por duas aberturas chamadas incisuras superior e inferior. A articulação dessas vértebras forma o forame intervertebral, de onde saem os nervos espinhais.

## Estrutura
Na coluna vertebral humana, o tamanho das vértebras varia de acordo com a colocação na coluna vertebral, carga espinhal, postura e patologia. Ao longo do comprimento da coluna, as vértebras mudam para acomodar diferentes necessidades relacionadas ao estresse e à mobilidade.
Uma vértebra típica tem um corpo (corpo vertebral), que consiste em uma grande porção média anterior chamada centro (cento vertebral, plural centra) e um arco vertebral posterior, também chamado de arco neural (Uma parte importante de uma vértebra é um processo espinhoso que se estende para trás que se projeta centralmente às vezes chamado de espinha neural).  O corpo é composto de osso esponjoso, que é o tipo esponjoso de tecido ósseo, cuja microanatomia foi estudada especificamente dentro dos ossos do pedículo. Este osso esponjoso é, por sua vez, coberto por uma fina camada de osso cortical (ou osso compacto), o tipo duro e denso de tecido ósseo. O arco vertebral e os processos têm coberturas mais espessas de osso cortical. As superfícies superior e inferior do corpo da vértebra são achatadas e ásperas para dar fixação aos discos intervertebrais. Essas superfícies são as placas terminais vertebrais que estão em contato direto com os discos intervertebrais e formam a articulação. As placas terminais são formadas a partir de uma camada espessada do osso esponjoso do corpo vertebral, sendo a camada superior mais densa. As placas terminais funcionam para conter os discos adjacentes, para distribuir uniformemente as cargas aplicadas e para fornecer ancoragem para as fibras de colágeno do disco. Elas também atuam como uma interface semipermeável para a troca de água e solutos.
O processo articular ou zigapófise (em grego:  ζυγόν, transl.: Zugón, lit. 'jugo' + apófise) de uma vértebra é uma projeção que serve ao propósito de se encaixar com uma vértebra adjacente. A região real de contato é chamada de faceta articular.

### Vértebras Cervicais
Sâo 7. A primeira chama-se Atlas, fazendo a articulação com o crânio (processo articular superior do atlas com o côndilo do occipital), e a segunda, Axis, cujo dente ("Dente do Áxis") articula-se com a Atlas. Ambas são fundamentais e singulares por permitirem os movimentos da cabeça. A sétima vértebra ou C7, por ser facilmente notada, principalmente em pessoas mais magras, é chamada "proeminente".
As vértebras possuem:
- Forame Transverso;
- Processo Espinhoso Bifurcado ou Bífido;
- Corpo reduzido.

Descrição das vértebras:
- C1 ATLAS: Possui formato de anel (devido ao seu forame). Tubérculo Anterior e Tubérculo Posterior. Faces Articulares bem diferentes, acidentadas na parte superior e na parte inferior é lisa. Na parte superior faz articulação com os Côndilos Occipitais;
- C2 AXIS: É a única vértebra que possui saliência que é chamada de DENTE. Esse dente vai se articular com o Tubérculo Anterior do Atlas na fóvea dentis do atlas, o que permite o movimento de rotação da cabeça. Possui Processo Espinhoso ascendente e também essa característica é única dela;
- C7 PROEMINENTE: Articula com a primeira vértebra torácica e por isso possui todas as características das cervicais e uma característica das torácicas: o Processo Espinhoso é proeminente, comprido e inclinado para baixo.

### Vértebras Torácicas
São 12, possuindo corpo reforçado e fazendo articulação com as costelas.
As vértebras possuem:
- Corpo maior que as cervicais;
- Processo Espinhos mais comprido e inclinado para baixo;
- Articula-se com as costelas e por isso possuem Fóveas Costais que aparecem no corpo e no Processo Transverso. Cada vértebra típica possui seis Fóveas: 4 no Corpo, sendo duas inferiores e duas superiores, e 2 no Processo Transverso, uma esquerda e uma direita.

### Vértebras Lombares
São 5, maiores por sustentarem maior pressão e peso do corpo. De todas é a que possui o corpo mais volumoso e seu Processo Espinhoso é reto e curto.

### Vértebras Sacrais
São 5, com tamanho decrescente. Durante a infância, são independentes, mas na idade adulta apresentam-se fundidas, formando o Osso Sacro.
Entre as vértebras fundidas não existem Discos Intervertebrais (o último disco fica entre o Sacro e o Cóccix).
Tem formato triangular de ápice inferior

### Vértebras Coccigianas
Formado pela fusão de 3,4 ou 5 vértebras coccígeas. Articula-se com o sacro através de um disco intervertebral.

## Problemas
As luxações e as fraturas das vértebras são problemas ortopédicos quase sempre de grande comprometimento motor e dor. Em alguns caso pode inclusive levar a compressão ou secção da Medula espinhal, em conseqüência a paralisias ou morte.
As principais doenças associadas a má formação das vertebras são a escoliose, a Hiper lordose e a Hiper cifose, além de reumatismo e artrose. cada vertebra é composta de ossos e mucosa

## Função das vértebras
As vértebras desempenham papéis cruciais no sistema esquelético, proporcionando suporte, proteção e facilitando o movimento. Aqui estão as principais funções das vértebras:
Suporte:
- As vértebras formam a coluna vertebral, também conhecida como espinha dorsal, que sustenta o peso do corpo.
- A coluna vertebral fornece uma base estável para a fixação de músculos e ligamentos, auxiliando na postura e no movimento.[9]

Proteção:
- As vértebras envolvem e protegem a medula espinhal, uma parte vital do sistema nervoso central.
- O forame vertebral, um orifício em cada vértebra, forma o canal espinhal, através do qual a medula espinhal passa, protegendo-a de danos.
- A estrutura robusta das vértebras fornece uma barreira protetora para a medula espinhal contra forças externas e lesões.[10]

Movimento:
- As vértebras, juntamente com os discos intervertebrais, facilitam o movimento controlado e a flexibilidade da coluna.
- Os forames intervertebrais, aberturas entre as vértebras adjacentes, permitem que os nervos espinhais saiam e entrem na medula espinhal, possibilitando a comunicação entre o cérebro e o resto do corpo.
- As superfícies das vértebras e seus processos fornecem pontos de fixação para músculos e ligamentos, permitindo o movimento coordenado e a estabilidade da coluna.[11]

Nutrição dos Discos Intervertebrais:
- As vértebras suportam os discos intervertebrais, que atuam como amortecedores entre as vértebras e absorvem os choques durante o movimento.
- A placa reflexa (ligamento hialino), que separa o osso esponjoso do corpo vertebral de cada disco, apoia a nutrição e a manutenção dos discos.